# Ceriagrion kordofanicum
Ceriagrion kordofanicum е вид водно конче от семейство Coenagrionidae. Видът не е застрашен от изчезване.

## Разпространение
Разпространен е в Замбия, Кения, Малави, Мозамбик, Танзания, Уганда и Южен Судан.